# Heterodon platirhinos
Heterodon platirhinos är en ormart som beskrevs av Latreille 1801. Heterodon platirhinos ingår i släktet svinsnokar, och familjen snokar. IUCN kategoriserar arten globalt som livskraftig. Inga underarter finns listade i Catalogue of Life.
Arten förekommer i östra Nordamerika från sydöstra Kanada till Texas och Florida (USA).